# 欧州女子ゴルフツアー
欧州女子ツアー（おうしゅうじょしツアー、The Ladies European Tour, LET）は、1978年に創設された女子プロゴルフツアー統括運営団体。本部はロンドン近くにあるバッキンガムシャーゴルフクラブにある。英国を本拠とする他のスポーツ団体の多くと同様、保証有限責任会社（company limited by guarantee、投資家の利益のためでなく、メンバーに対して賞金の形での還元を最大化することに特化できる法的構造を持つ）という形態を採っている。理事会と選手会により構成・運営される。メンバーの出身地は40以上の国々にわたるが、多くは欧州出身者である。5大陸にわたる広域でツアーを運営している。
女子欧州ツアー、女子ヨーロッパツアー、女子ヨーロピアンツアー、ヨーロッパ女子ゴルフツアーなどとも呼ばれる。
2011年に宮里藍が賞金女王に輝いた。下部ツアーとしてはLETアクセスシリーズがある。

## 主な大会

### 現存の大会
太字はメジャー大会。斜体は旗艦大会。
- サウジ・レディース・インターナショナル（2020年-現在）
- オーストラリアン女子オープン（1974年、ALPGツアー）
- 全英女子オープン（1976年-現在、LPGA）
- スペイン女子オープン（1982年-現在）
- ドイツ女子オープン（1984年-現在）
- オランダ女子オープン（1986年-現在）
- スコットランド女子オープン（1986年-現在）
- アイルランド女子オープン（1983年-2012年、2022年-）
- フランス女子オープン（1987年-現在）
- ヴォルヴィックRACVレディースマスターズ（1990年-現在、LPGA、ALPGツアー）
- ラーラ・メリヤムカップ（1993年-現在）
- エビアン選手権（1994年-現在、LPGA）
- ドバイ・ムーンライト・クラシック（2006年-現在）
- インド女子オープン（2007年-現在）
- トルコ女子オープン（2008年-現在）
- 蘇州太湖レディースオープン（2008年-現在）
- スロバキア女子オープン（2010年-現在）
- 三亜オープン（2010年-現在）

### かつて開催された大会
- スイス女子オープン（1988年-2012年）
- ウェールズ女子選手権・オブ・ヨーロッパ（1996年-2010年）
- ポルトガル女子オープン（2002年-2011年）
- テネリフェ女子オープン（2002年-2011年）
- フィンエアーマスターズ（2005年-2011年）
- オーストリア女子オープン（2005年-2012年）
- 韓国女子マスターズ（2008年-2010年）
- 欧州女子カップ（2008年-2011年）
- ISPSハンダ・レディス・ヨーロピアン・マスターズ（2012年-2016年）
- ニュージーランド女子オープン（2009年-2017年、ALPGツアー）

## オフィシャルスポンサー
- ダウケミカル
- ラコステ
- R&A